# Aeolus L60
Aeolus L60 — компактный седан производства Dongfeng Motor Corporation.

## Описание
Aeolus L60 был представлен в 2014 году на Пекинском автосалоне под названием Dongfeng Fengshen L60. Серийная версия была представлена в апреле 2015 года на Шанхайском автосалоне. Dongfeng Fengshen L60 выпущен на платформе PSA PF2, на которой также выпускается Peugeot 408.

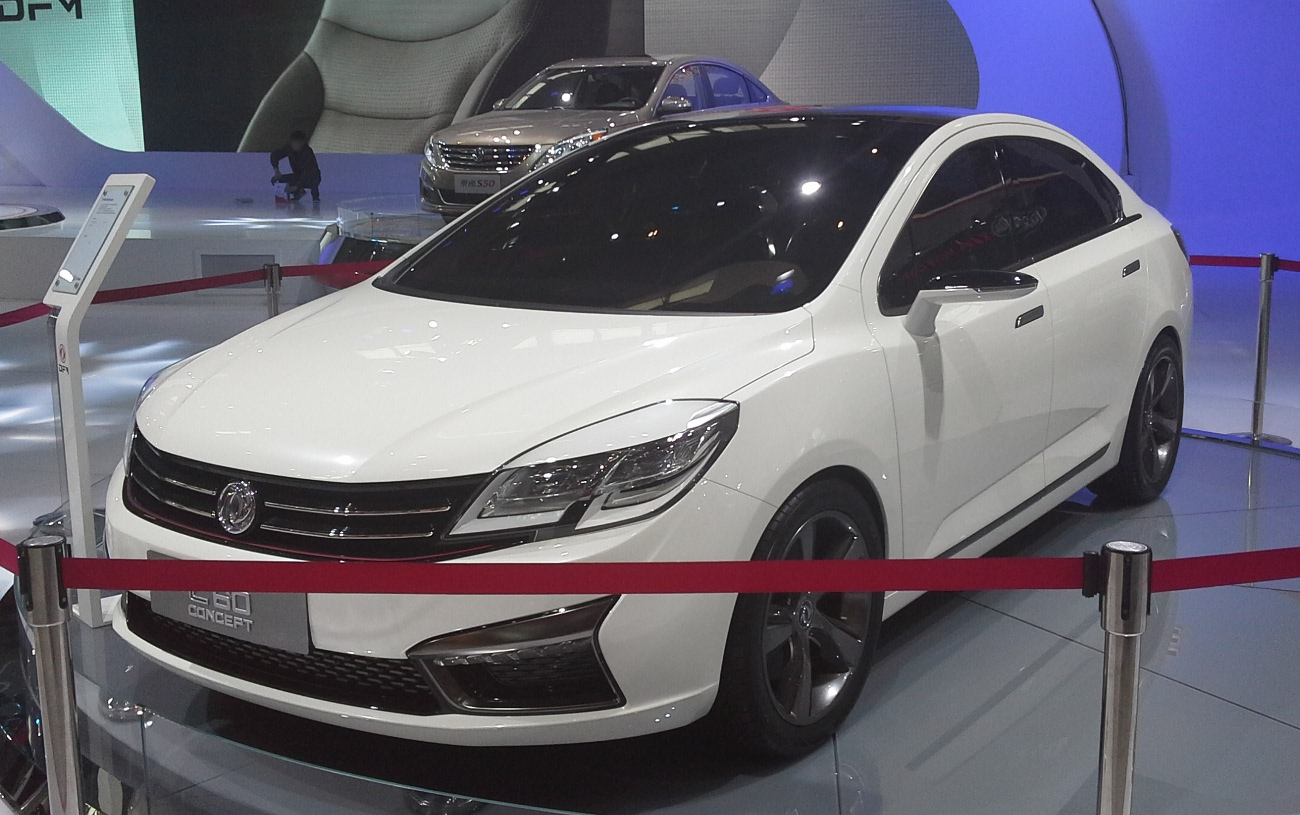
Вид спереди
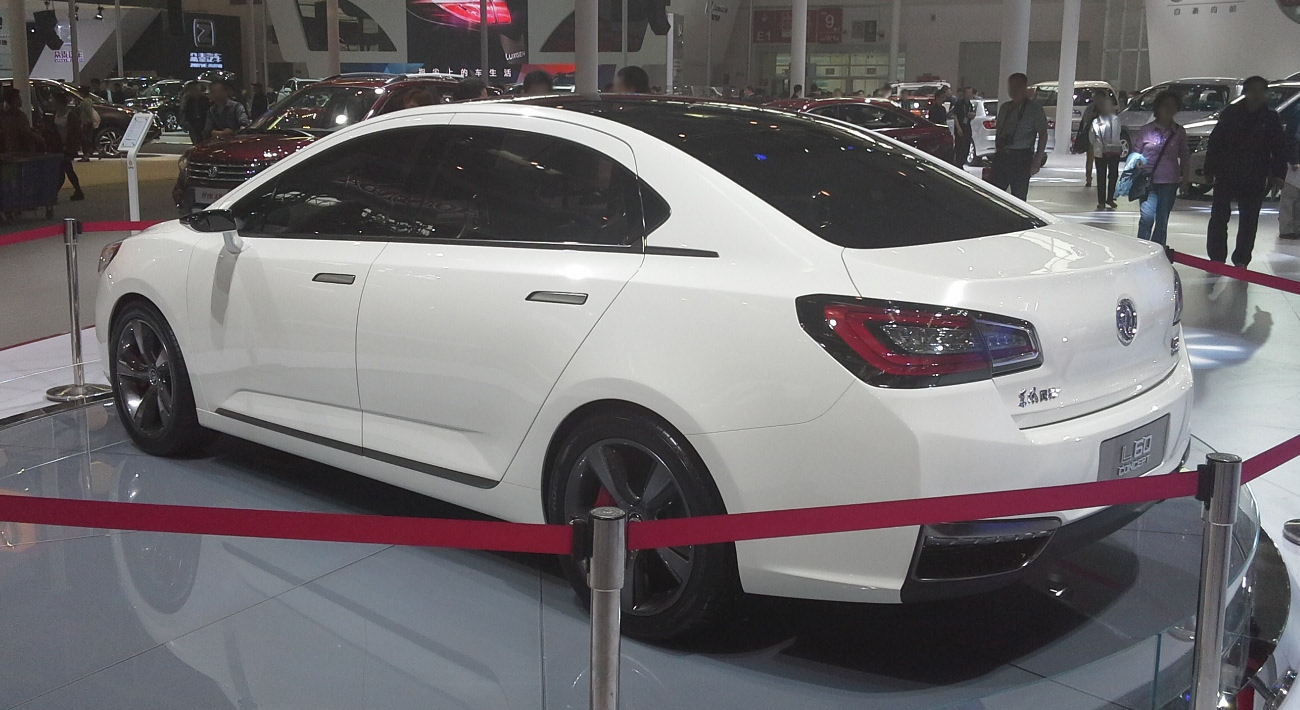
Вид сзади

### Продажи
Седан Dongfeng Fengshen L60 был запущен в продажу на китайском рынке в марте 2015 года по ценам от 89700 до 129700 юаней. Автомобиль приводился в движение двигателями PSA TU объёмом 1,6—1,8 л, мощностью 115—137 л. с. и крутящим моментом 150—172 Н·м в паре с пятиступенчатой механической или же с шестиступенчатой автоматической трансмиссией.

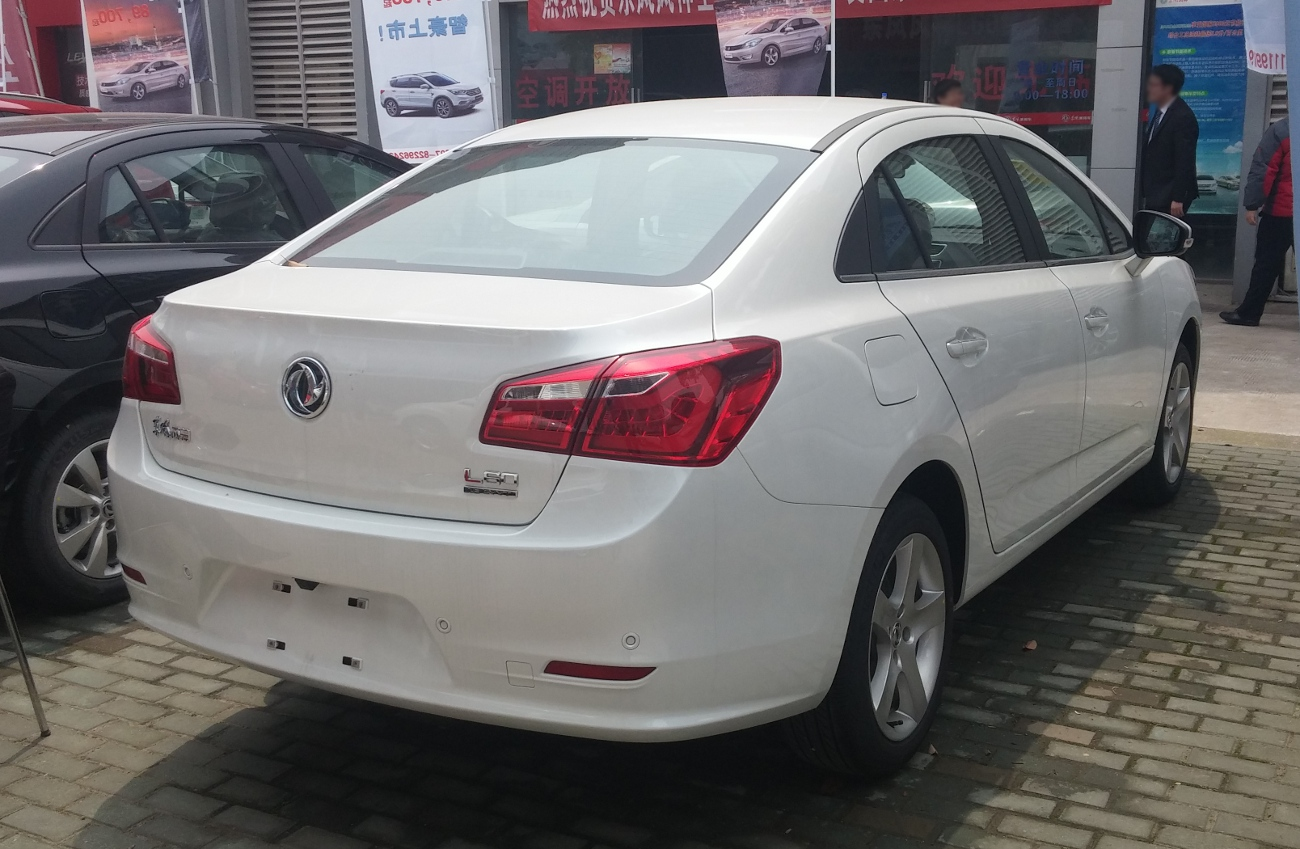
Вид сзади